# Kola Krauze
Kola Krauze, född 5 maj 1974 i Warszawa, Polen, uppväxt i Storbritannien, är en skådespelare känd bland annat för rollen Allan i Saltön (2017). Han vann priset för Bästa Skådespelarinsats på Sveriges kortfilmfestival 2017 för rollen Tomek i Half Brother (2017).

## Teater
- 2012 – Tales from Ovid (Stockholm English Speaking Theatre)[8]
- 2011 – I väntan på Godot (Teater Tre)[9]
- 2008 – Leif (Teater Olydig)[10]
- 2006–2007 – Macbeth (Dramaten)[11]